# 오나카토미노 요시노부

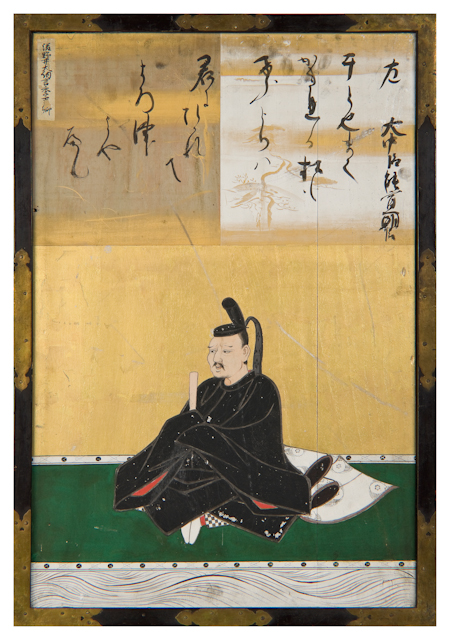
오나카토미노 요시노부

오나카토미노 요시노부(일본어: 大中臣能宣)은 일본의 36가선중 한명이며 백인일수(百人一首)에 수록되어있다. 엔기(延喜)21년 (921년)에 신관(神官)인 아버지 오나카토미노 요리모토(大中臣頼基)에게서 태어났다.
덴랴쿠(天暦)원년 (973년)에 이세신궁(伊勢神宮)의 제주(祭主)직을 임명받았다. 간나(寛和) 2년 (986년)에는 정4위하(正四位下)에 서위되었다. 덴랴쿠(天暦) 5년 (951년)에는 궁중 나시쓰(梨壺)에 소속된 와카쇼(和歌所)에서 만엽집(万葉集)에 대한 해석 작업과 더불어 후찬와카집(後撰和歌集)편찬을 위해 소집된 나시쓰보 오인(梨壺の五人)에 선출되어 만요슈 연구와 고센와카슈 작업에 몰두하였다. 이외 여러 와카들을 창작하였다.
습유와카집(拾遺和歌集)에 59수(首), 여타 칙찬와카집(勅撰和歌集)에 총 124수가 정리 되어 있다.